# Cerro Ciego
Cerro Ciego är en ort i Mexiko.   Den ligger i kommunen San Agustín Loxicha och delstaten Oaxaca, i den sydöstra delen av landet, 500 km sydost om huvudstaden Mexico City. Cerro Ciego ligger 654 meter över havet och antalet invånare är 183.
Terrängen runt Cerro Ciego är huvudsakligen kuperad, men österut är den bergig. Terrängen runt Cerro Ciego sluttar söderut. Runt Cerro Ciego är det ganska glesbefolkat, med 40 invånare per kvadratkilometer. Närmaste större samhälle är San Agustín Loxicha, 13,3 km nordost om Cerro Ciego. Omgivningarna runt Cerro Ciego är en mosaik av jordbruksmark och naturlig växtlighet.